# Paul Rodriguez (acteur)
Pour les articles homonymes, voir Paul Rodriguez et Rodriguez.
Paul Rodriguez est un acteur, producteur, réalisateur et compositeur américain né le 19 janvier 1955 à Culiacan (au Mexique). Son fils, appelé Paul Rodriguez également, est un skateur professionnel célèbre. Il vécut à partir de 1968 à Compton où sa famille émigra.

## Filmographie

### Acteur
- 1986 : Paul Rodriguez Live!: I Need the Couch (TV)
- 1983 : D.C. Cab : Xavier
- 1986 : Tout va trop bien  (Miracles) : Juan
- 1986 : À toute vitesse : Hector Rodriguez
- 1986 : The Whoopee Boys : Barney Benar
- 1987 : Born in East L.A. : Javier
- 1990 : Chasseurs de primes (Grand Slam) (TV) : Pedro Gomez
- 1990 : Grand Slam (série TV) : Pedro Gomez
- 1991 : Hi Honey - I'm Dead (TV) : Ralph, The Angel
- 1993 : Made in America : Jose, Salesman at Jackson Motors
- 1994 : A Million to Juan : Juan Lopez
- 1994 : Rhythm Thief : Eladio
- 1995 : Live in San Quentin, Paul Rodriguez (TV) : Paul Rodriguez
- 1995 : Miss Shumway jette un sort (Rough Magic) : Diego
- 1996 : Latino Laugh Festival (TV)
- 1998 : Melting Pot : Gustavo Alvarez
- 2000 : Le Prix de la gloire (Price of Glory) : Pepe
- 2000 : Mambo Café : Frank
- 2000 : La Confiance des chevaux (Ready to Run) (TV) : Voice of 'T.J.' (voix)
- 2000 : G-Men from Hell : Weenie Man
- 2001 : Crocodile Dundee 3 (Crocodile Dundee in Los Angeles) : Diego
- 2001 : Tortilla Soup : Orlando Castillo
- 2001 : Rat Race : Le chauffeur du taxi
- 2001 : Tequila rapido (The Shipment) : Jose Garcia
- 2001 : Ali : Dr Ferdie Pacheco
- 2002 : Back by Midnight : Next Week
- 2002 : Créance de sang (Blood Work) : Detective Ronaldo Arrango
- 2002 : Time Changer : Eddie Martinez
- 2003 : Bomba Latina (Chasing Papi) : Costas Delgado
- 2003 : Baadasssss! de Mario Van Peebles : Jose Garcia
- 2004 : Comme Cendrillon (A Cinderella Story) : Bobby
- 2005 : Le Monde de Maggie (série TV) : Julio's Father (voix)
- 2005 : Burt Munro (The World's Fastest Indian) : Fernando
- 2006 : Cloud 9 : Mr. Wong

### Producteur
- 2002 : The Original Latin Kings of Comedy

### Réalisateur
- 1994 : A Million to Juan

### Compositeur
- 1988 : It's the Girl in the Red Truck, Charlie Brown (TV)